# Valerij Vlagyimirovics Butyenko
Valerij Vlagyimirovics Butyenko, cirill betűkkel Валерий Владимирович Бутенко (Moszkva, 1941. július 16. – Moszkva, 2020. február 13.) szovjet -orosz labdarúgó, nemzetközi labdarúgó-játékvezető.

## Pályafutása

### Labdarúgóként
Labdarúgóként középpályás pozícióban játszott.
- 1966-ban a Динамо-Дагестан Махачкала volt igazolt játékos,
- 1968 – 1969 között a ГАИ (Киселёвск) csapatban rúgta a labdát,
- 1970-ben az ФК Сахалин Южно-Сахалинск egyesületbe igazol,
- 1971-ben a Фрезер egyesületben befejezte a labdarúgást,

### Nemzeti játékvezetés
A játékvezetői vizsgát 1961-ben tette le. Nemzeti labdarúgó-szövetségének játékvezető bizottsága minősítése alapján 1976-ban lett az Major League játékvezetője. Küldési gyakorlat szerint rendszeres partbírói szolgálatot végzett. A nemzeti játékvezetéstől 1991-ben vonult vissza. Első ligás mérkőzéseinek száma: 217. A szovjet-orosz mérkőzésvezetői örök ranglistán (2009 bajnoki év végével) az 5. helyen állt. Négy szovjetkupa-döntőt vezetett.
| Időpont          | Helyszín               | Mérkőzés típusa | Mérkőzés                           | Eredmény | Nézők száma |
| ---------------- | ---------------------- | --------------- | ---------------------------------- | -------- | ----------- |
| 1983. május 8.   | Lenin Stadion, Moszkva | döntő           | Sahtyor Donyeck – Metaliszt Harkov | 1 – 0    | 30 000      |
| 1985. június 23. | Lenin Stadion, Moszkva | döntő           | Gyinamo Kijev – Sahtyor Donyeck    | 2 – 1    | 53 200      |
| 1987. június 14. | Lenin Stadion, Moszkva | döntő           | Gyinamo Minszk –Gyinamo Kijev      | 3 – 3    | 75 000      |
| 1991. június 23. | Lenin Stadion, Moszkva | döntő           | CSZKA Moszkva – Torpedo Moszkva    | 3 – 2    | 37 000      |

### Nemzetközi játékvezetés
A Szovjet Labdarúgó-szövetség Játékvezető Bizottsága (JB) terjesztette fel nemzetközi játékvezetőnek, a Nemzetközi Labdarúgó-szövetség (FIFA) 1979-től tartotta nyilván bírói keretében. A FIFA JB központi nyelvei közül a németet beszéli. Több nemzetek közötti válogatott és klubmérkőzést vezetett, vagy működő társának partbíróként segített. A szovjet nemzetközi játékvezetők rangsorában, a világbajnokság-Európa-bajnokság sorrendjében többedmagával az 5. helyet foglalja el 8 találkozó szolgálatával. Az aktív nemzetközi játékvezetéstől 1991-ben búcsúzott. Több mint 50 nemzetközi mérkőzést vezetett.Válogatott mérkőzéseinek száma: 9.

#### Labdarúgó-világbajnokság
A világbajnoki döntőhöz vezető úton Spanyolországba a XII., az 1982-es labdarúgó-világbajnokságra, Mexikóba a XIII., az 1986-os labdarúgó-világbajnokságra, valamint Olaszországba a XIV., az 1990-es labdarúgó-világbajnokságra a FIFA JB bíróként alkalmazta. A FIFA JB elvárása szerint, ha nem vezetett, akkor partbíróként tevékenykedett. Két csoportmérkőzés közül az egyiken egyes számú besorolást kapott, játékvezetői sérülés esetén továbbvezethette volna a találkozót. Világbajnokságon vezetett mérkőzéseinek száma: 1 + 2 (partbíró).
1982-es labdarúgó-világbajnokság – selejtező mérkőzések
| Időpont           | Helyszín                      | Mérkőzés típusa           | Mérkőzés                | Eredmény | Nézők száma |
| ----------------- | ----------------------------- | ------------------------- | ----------------------- | -------- | ----------- |
| 1981. április 29. | Poljud Stadion, Split         | előselejtező (5. csoport) | Jugoszlávia–Görögország | 5 : 1    | 45 000      |
| 1981. október 14. | Windsor Park Stadion, Belfast | előselejtező (6. csoport) | Észak-Írország–Skócia   | 0 : 0    | 22 248      |

1986-os labdarúgó-világbajnokság – világbajnoki mérkőzések
| Időpont         | Helyszín                           | Mérkőzés típusa              | Mérkőzés               | Eredmény | Nézők száma |
| --------------- | ---------------------------------- | ---------------------------- | ---------------------- | -------- | ----------- |
| 1986. június 3. | Trez de Marzo Stadion, Guadalajara | csoportmérkőzés (D. csoport) | Észak-Írország–Algéria | 1 : 1    | 22 000      |

1990-es labdarúgó-világbajnokság – selejtező mérkőzések
| Időpont            | Helyszín                    | Mérkőzés típusa           | Mérkőzés             | Eredmény | Nézők száma |
| ------------------ | --------------------------- | ------------------------- | -------------------- | -------- | ----------- |
| 1989. november 18. | Municipal Stadion, Toulouse | előselejtező (5. csoport) | Franciaország–Ciprus | 2 : 1    | 34 687      |

#### Labdarúgó-Európa-bajnokság
Az európai-labdarúgó torna döntőjéhez vezető úton Franciaországba a VII., az 1984-es labdarúgó-Európa-bajnokságra és Német Szövetségi Köztársaságba a VIII., az 1988-as labdarúgó-Európa-bajnokságra az UEFA JB játékvezetőként foglalkoztatta.
1984-es labdarúgó-Európa-bajnokság – selejtező mérkőzések
| Időpont           | Helyszín                      | Mérkőzés típusa           | Mérkőzés                | Eredmény | Nézők száma |
| ----------------- | ----------------------------- | ------------------------- | ----------------------- | -------- | ----------- |
| 1982. október 13. | Gerhard Hanappi Stadion, Bécs | előselejtező (6. csoport) | Ausztria–Észak-Írország | 2 : 0    | 9 885       |
| 1983. április 27. | Romareda Stadion, Zaragoza    | előselejtező (7. csoport) | Spanyolország–Írország  | 2 : 0    | 45 000      |

1988-as labdarúgó-Európa-bajnokság – selejtező mérkőzések
| Időpont              | Helyszín                   | Mérkőzés típusa           | Mérkőzés              | Eredmény | Nézők száma |
| -------------------- | -------------------------- | ------------------------- | --------------------- | -------- | ----------- |
| 1987. április 29.    | Atatürk Stadion, İzmir     | előselejtező (4. csoport) | Törökország–Anglia    | 0 : 0    | 25 000      |
| 1987. szeptember 23. | Råsunda Stadion, Stockholm | előselejtező (2. csoport) | Svédország–Portugália | 0 : 1    | 28 916      |

Magyar női labdarúgó-válogatott
Várnai nemzetközi női labdarúgó torna.
| Időpont          | Helyszín              | Mérkőzés típusa                | Mérkőzés                 | Eredmény |
| ---------------- | --------------------- | ------------------------------ | ------------------------ | -------- |
| 1991. április 2. | Városi Stadion, Sumen | csoportmérkőzés (41. mérkőzés) | Jugoszlávia–Magyarország | 3 – 1    |

## Szakmai sikerek
- A szovjet JB  elismerésül, a 100 első osztályú bajnoki mérkőzés vezetését követően arany jelvényt adományozott részére.
- 1978–1991 között 13 alkalommal szerepelt a legjobb 10 játékvezető között.

## Külső hivatkozások
- Valeri Butenko. World Referee. [2011. szeptember 22-i dátummal az eredetiből archiválva]. (Hozzáférés: 2011. október 28.)
- Valeri Butenko. footballzz.com. (Hozzáférés: 2011. október 28.)
- Valeri Butenko. footballdatabase.eu. (Hozzáférés: 2011. október 28.)
- Valeri Butenko. scoreshelf.com. [2015. április 2-i dátummal az eredetiből archiválva]. (Hozzáférés: 2011. október 28.)
- Valeri Butenko. eu-football.info. (Hozzáférés: 2011. október 28.)
- Valerij Vlagyimirovics Butyenko. referee.ru. [2014. október 23-i dátummal az eredetiből archiválva]. (Hozzáférés: 2015. október 2.)

| Elődje: Romualdas Juška | Szovjet labdarúgókupa döntő 1983 | Utódja: Romualdas Juška |

| Elődje: Romualdas Juška | Szovjet labdarúgókupa döntő 1984–1985 | Utódja: Ivan Ivanovics Tyimosenko |

| Elődje: Iván Ivanovics Tyimosenko | Szovjet labdarúgókupa döntő 1986–1987 | Utódja: Iván Ivanovics Tyimosenko |

| Elődje: Iván Ivanovics Tyimosenko | Szovjet labdarúgókupa döntő 1990–1991 | Utódja: Andrej Pavlovics Butyenko |

| Elődje: Nyikolaj Vlagyimirovics Ivanov (215) | Nemzeti mérkőzéseinek száma 1976–1991 (217) | Utódja: Tarasz Mihajlovics Bezubjak (218) |